# Mesogona vorbrodti
Mesogona vorbrodti là một loài bướm đêm trong họ Noctuidae.